# Кустарёв, Юрий Сергеевич
Юрий Сергеевич Кустарёв (8 января 1930, Ленинград, СССР — 1990) — советский шашист, специализировавшийся в русских шашках, чемпион СССР по русским шашкам 1972 года. Мастер спорта СССР по шашкам (1955).

## Биография
На чемпионате СССР 1972 года занял первое место. Участник 10 чемпионатов страны. Четырежды становился чемпионом Ленинграда, был неоднократным чемпионом спортивных обществ «Локомотив», «Труд» и «Зенит».
Окончил Ленинградский горный институт, почти сорок лет трудился инженером на Кировском заводе. Вечерами вёл шашечные занятия для студентов педагогического вуза, а позднее в политехническом институте.
Юрий Кустарёв написал монографии «Городская партия» в 2-х частях, «Дамочный эндшпиль» в 4-х частях и книга «100 избранных партий».
В честь него проводился шашечный турнир.